# Piero de Palma
Piero de Palma (Molfetta, 1925 – Milaan, 5 april 2013) was een Italiaans tenor, die vooral comprimariorollen zong.
Na koor- en concertwerk begon zijn operacarrière relatief laat in zijn leven. In 1948 zong hij bij de Italiaanse radio (RAI), en in 1952 maakte hij zijn debuut aan het San Carlo in Napels, waar hij tot 1980 regelmatig optrad. Hetzelfde jaar maakt hij ook zijn debuut bij de opera in Rome en het Maggio Musicale Fiorentino, waarna hij door heel Italië ging zingen. In 1958 trad hij voor het eerst op in de Scala van Milaan. In 1992 maakte hij zijn debuut aan de Metropolitan Opera in New York als Dr. Cajus in Verdi's Falstaff.
Karakterrollen waren zijn specialiteit en hij werd waarschijnlijk een van de beste en beroemdste comprimarioartiesten van na de oorlog. Hij bezat een mooie stem en was een uitstekend acteur. Over zijn hele carrière zong hij zo'n 200 rollen, waarvan Dr. Cajus en Pong in Puccini's Turandot de bekendste waren. Andere gedenkwaardige rollen waren Basilio (Il barbiere di Siviglia), Normanno (Lucia di Lammermoor), Malcolm (Macbeth), Borsa (Rigoletto), Gastone (La traviata), Cassio (Otello), Spoletta (Tosca), Edmondo (Manon Lescaut), Goro (Madama Butterfly) en Spalanzani (Les contes d'Hoffmann). Tussen 1950 en 1980 heeft hij meer dan 130 rollen op de plaat gezet.
- Biblioteca Nacional de España: XX1058877
- Bibliothèque nationale de France: cb13936164q (data)
- Gemeinsame Normdatei: 128779543
- International Standard Name Identifier: 0000 0000 8160 7904
- Library of Congress Control Number: n83162692
- Nationale Bibliotheek van Letland: 000104957
- MusicBrainz: 1cd59445-7993-4eb4-afa3-443d886bdd83
- Nationale Bibliotheek van Tsjechië: pna2005261988
- Nationale Bibliotheek van Israël: 987007426924805171
- Nederlandse Thesaurus van Auteursnamen: 102970351
- Istituto Centrale per il Catalogo Unico: REAV097659
- SNAC: w6vd7v4h
- Système universitaire de documentation: 079000096
- Virtual International Authority File: 85081921
- WorldCat: E39PBJf8pHGCMbmmrq3bdXtMyd